# Break in the Storm
Break in the Storm ist das zweite Studioalbum der US-amerikanischen Countryband The Great Divide. Es gilt bis heute als der Durchbruch der Band, die mit dem Album großen Airplay im Radio und im Musikfernsehen erreichte und kurz nach der Veröffentlichung einen Vertrag mit Atlantic Records unterzeichnete. Im Jahr 1998 wurde es vom neuen Label wiederveröffentlicht.

## Titelliste
1. Never Could – 3:25
2. Billy Covington – 3:33
3. But I Do – 3:35
4. Heart of Stone – 2:34
5. Break in the Storm – 3:34
6. Dodgers Were in Brooklyn – 3:40
7. Pour Me a Vacation – 2:57
8. Couple of Days – 2:59
9. Used to Be – 3:39
10. Out of Love – 3:45
11. Round That Bend – 3:40
12. I Want to Come Home – 4:10

## Entstehung
Break in the Storm war das Major-Label-Debüt und machte The Great Divide zur ersten Band der Red-Dirt-Szene, die ein Album bei einem solchen Label veröffentlichte. Produziert wurde es von Lloyd Maines, der außerdem als Lap-Steel-Gitarrist zu hören war. Andere bekannte Musiker der Szene, die an dem Album mitarbeiteten, waren unter anderem Jimmy LaFave, der an dem Lied Used to Be beteiligt war, sowie Tom Skinner. Die Arbeit als Lead-Sänger teilten sich bei dem Album Mike McClure und Scotte Lester.

## Rezeption
Mit Break in the Storm gelangte The Great Divide jeweils zum ersten Mal in die Charts der Billboard Country Albums und der Billboard Country Songs. Am 4. April 1998 stieg das Album auf Platz 73 der Country-Charts ein und hielt sich dort neun Wochen. Im September selben Jahres wurde mit Platz 69 die höchste Platzierung erreicht.
Von der Seite Allmusic wurde das Album positiv aufgenommen. Der Autor schrieb, die Band habe bewiesen, dass sie „Traditionen der Countrymusik mit zeitgemäßer Energie und Witz“ mischen könne. Insgesamt sei das Album „Country vom Feinsten“. Auch die Redaktion von CD-Universe lobte das Album, besonders die zwei Lead-Sänger seien „interessanter als einer“.

## Singles
Never Could
Als erste Single wurde Never Could – von Mike McClure und Shannon geschrieben – ausgekoppelt. Beim Musikvideo, das das erste in der Bandgeschichte war, führte Bob Gabrielsen Regie. In den Genrecharts erreichte Never Could Platz 74, was die erste Chart-Platzierung einer The Great Divide-Single bedeutete. Vom Billboard-Magazin wurde das Lied positiv bewertet und als „vielversprechend“ eingestuft.
Pour Me a Vacation
Die zweite, von Mike McClure und Randy Taylor geschriebene Single Pour Me a Vacation vereinte karibische Einflüsse mit US-amerikanischer Countrymusik und war als Beitrag zum in Texas populären Genremix Coastal and Western gedacht. Das Oklahoma Magazine verglich den Stil des Titels mit dem des Country-Sängers Jimmy Buffett. Er erhielt ebenfalls ein Musikvideo, das in Kalifornien gedreht, unter der Regie von Bob Gabrielsen produziert und im Juni 1998 veröffentlicht wurde. Der Song erreichte Platz 59 der Country-Charts und ist in dieser Hinsicht bis heute die erfolgreichste Veröffentlichung der Band. Das Billboard-Magazin lobte den Song, insbesondere McClures Stimme und den Text. Das Lied wurde als „lebendig“ und „lebensfroh“ charakterisiert.
Break in the Storm
Break in the Storm war die dritte Single des Albums und wurde im Januar 1999 ausgekoppelt. Das Billboard-Magazin befand die von McClure geschriebene Ballade für eine „solide Leistung“ und lobte seinen Gesang, den Text und die Gitarren.